# 基爾達尼 (塔拉夏區)
49°34′57″N 30°33′39″E / 49.58250°N 30.56083°E
基爾達尼（烏克蘭語：Кирдани）是位於烏克蘭北部的村莊，由基輔州白采爾克瓦區的塔拉什恰市鎮負責管轄。該村始建於十六世紀，面積2.92平方公里，海拔高度168米，2001年人口753。